# Blatno u Jesenice
Blatno u Jesenice – stacja kolejowa w Blatnie, w kraju usteckim, w Czechach. Położona jest na wysokości 410 m n.p.m.
Na stacji nie ma możliwości zakupu biletów, a obsługa podróżnych odbywa się w pociągu.

## Linie kolejowe
- 160 Plzeň – Žatec
- 161 Rakovník – Bečov nad Teplou